# Tropovci
Tropovci – wieś w Słowenii, w gminie Tišina. W 2018 roku liczyła 487 mieszkańców.